# Öster-Hundsjön
Öster-Hundsjön är en sjö i Dorotea kommun i Lappland och ingår i Ångermanälvens huvudavrinningsområde. Sjön har en area på 0,401 kvadratkilometer och ligger 481 meter över havet. Sjön avvattnas av vattendraget Västra Gardabäcken.

## Delavrinningsområde
Öster-Hundsjön ingår i det delavrinningsområde (716883-149353) som SMHI kallar för Mynnar i Näsån. Medelhöjden är 464 meter över havet och ytan är 10,57 kvadratkilometer. Det finns inga avrinningsområden uppströms utan avrinningsområdet är högsta punkten. Västra Gardabäcken som avvattnar avrinningsområdet har biflödesordning 4, vilket innebär att vattnet flödar genom totalt 4 vattendrag innan det når havet efter 264 kilometer. Avrinningsområdet består mestadels av skog (75 procent) och sankmarker (17 procent). Avrinningsområdet har 0,43 kvadratkilometer vattenytor vilket ger det en sjöprocent på 4 procent.